# Tábor ve Sluneční zátoce
Tábor ve Sluneční zátoce (s podtitulem Ve stopách Hochů od Bobří řeky) je divadelní hra českého spisovatele Jaroslava Foglara. Premiéru měla v režii Míly Mellanové 10. ledna 1940, uvádělo ji Pražské dětské divadlo. Foglar napsal svoji jedinou divadelní hru na žádost Mellanové, která měla pro své divadlo zájem o hru ze života skautského oddílu.

## Příběh

### Předehra
Zní úryvek z „Písně Úplňku“.
Vilík Kratochvílů si na lavičce čte knihu Hoši od Bobří řeky. Přijde za ním jeho kamarád Jirka ve skautském kroji a Vilík se mu svěří, že by rád prožil něco takového, jako je v popsáno knize. Jirka vypráví Vilíkovi o skautech a pozve ho, aby se přidal a jel s nimi na skautský tábor. Společně odejdou do klubovny.

### I. jednání
Předtáborová schůzka v junácké klubovně.
Vilík se seznámí v klubovně s ostatními členy oddílu, s jejich vedoucím Jestřábem i s klubovnou a jejím vybavením. Jestřáb hochům sdělí rozdělení služeb na táboře. Vedoucí nerad bere na tábor úplné nováčky, ale tentokrát udělá výjimku a Vilíka zařadí do Zelené služby. Jestřáb seznámí hochy s táborovou soutěží a bodováním. Pak si chlapci ještě zahrají hry. Celá schůzka probíhá v kamarádském ovzduší, chlapci se vzájemně přátelsky dobírají a smějí se. Rozpis prací pro tábor dá Jestřáb na Oznamovatel. Pak hochům sdělí, že se sejdou na Denisově nádraží v sobotu v šest hodin večer. Na závěr schůzky si chlapci zahrají a zazpívají „Poštorenskou kapelu“ a skandovaně zvolají oddílový pokřik.

### II. jednání
1. obraz

Na táboře u kuchyně
Zelená služba má službu v kuchyni, připravuje oběd. Vilík šel pro vodu. Chlapci si mezitím pochvalují, že Vilík je v jejich službě, protože je šikovný, ochotný, umí také výborné polévky a píše vtipy a kreslí do táborového časopisu Kozí rozhledy. Chlapci připravují také knedlíky, v jednu hodinu se podává oběd, jinak jsou trestné body. Zelená služba si vede po týdnu velmi dobře, má náskok 16 bodů před Žlutými.
Chlapci vtipkují a na rozdávacím prkně plní 17 ešusů. Ozývá se „Oběéééd!“ a postupně si pro něj přicházejí Žlutí, Červení a Modří. Jestřáb pochválí polévku a hoši si dobírají Valdu, který si v žertu stěžuje, že mu nikdo nepopřál dobrou chuť.
A odpoledne se má otevírat tobogán, pak bude ještě závod ve sbírání kamenů a večer signalizace. Chlapci se již těší.
Mezi 1. a 2. obrazem zní píseň „Dobrou chuť“ (text Míla Mellanová).
2. obraz

V kuchyni
Červená služba převezme v kuchyni umyté nádobí a celou kuchyni od Zelené služby. Jestřáb vyhlásí píšťalkou nástup, takže do třinácti sekund musí být chlapci nastoupení. Hoši se rychle převléknou do táborových úborů a zařadí se podle služeb. Jestřáb vyhodnotil činnost Zelené služby od včerejší svačiny, přes oběd, večeři až po dnešní snídani pochvalně, bez jediného trestného bodu.
Po nástupu zazní pochodový signál na trubku, vejde celé táborové mužstvo. Šídlo, jako vrchní pořadatel, na tribuně svolává ke slavnostnímu zahájení provozu tobogánu. Na malém vozíku přijede Jestřáb s otevřeným červeným slunečníkem a s cylindrem na hlavě na tribunu, jako „pan správce“. Přednese slavnostní vtipnou otevírací řeč. Hoši chytí Šídla a pustí ho na prkénku dolů z tobogánu. Vilík sjede tobogán zády ke směru jízdy. Hoši si užívají zábavy.
Po otevření tobogánu následuje koupání a pak Jestřáb vyhlásí závod ve sbírání kamenů. Chlapci postupně běhají a sbírají kameny. Vilík běží nejrychleji.

### III. jednání
1. obraz

Táborové náměstíčko
Tábor ještě spí, ozývá se komické hlasité chrápání.
Užovka z Modré služby vzbudí Černocha, který je trubačem. Ozve se trubka, chlapci vstanou, Tomy vypráví svůj noční sen, jak Valda jezdil na splašené krávě. Jestřáb vyhlásí rozcvičku. Pak následuje na louce hra na babu. Jindra se zeptá Odyma, jak to bylo s tím mrtvým rybářem, kterého prý viděl Tomy a pak i několik hochů. Přízrak mrtvého rybáře přináší do dění tábora podivné věci zvláště pro Zelenou službu. Jindra řekne, že ty kanadské žertíky dělá živý člověk a pošeptá Vilíkovi, koho podezřívá, že je tím duchem.
Modrá služba vyhlásí snídani.
2. obraz

Táborové náměstíčko, táborový oheň
Přes táborové náměstíčko přeběhne opakovaně „bludička“. Macek hlásí, že se také znovu objevuje přízrak mrtvého rybáře Holiny.
Hoši zasednou k táborovému ohni, Jestřáb zapálí ze čtyř stran hranici a hovoří. Hoši jsou rozděleni na tři skupiny a zpívají píseň „Červená se line záře“.
Chlapci doprovázení Černochem přinesou velký koš, ve kterém je ukryt Valda. Ten hraje v koši na harmoniku národní písničku. Jára je konferenciérem dalšího výstupu, kdy Jindra a Šídlo předvedou scénku s králem a princem z Arkádie a husopaskou (Odym).
Pak si chlapci sesednou kolem ohně a vyzvou Jestřába, aby vyprávěl něco strašidelného. On vypráví o nepříteli, který kdysi v noci přicházel do tábora. Byl to někdo ze sousední vesnice. Jindra míní, že horší je, když je nepřítel ve vlastních řadách. Naráží tak na přízrak mrtvého rybáře. Když jej hoši vyzvou, řekne, že si myslí, že je to chlapec s přezdívkou Užovka, který Zelené službě způsobuje úmyslně problémy a kazí ji bodování. Užovka se brání. Když Jestřáb řekne, že nepřítel bude muset tedy odejít z tábora i z oddílu, ozve se Jirka a přizná se. Řekne, že se cítil pokořen tím, že Zelená služba vítězí a jeho Červené službě se nedaří. Jirka podá Jestřábovi svoji legitimaci a sdělí, že další den odjíždí a vystupuje z klubu. Vilík se jej zastane, říká, že šlo o chvilkové zakolísání. Jestřáb nesouhlasí s odjezdem, řekne, že se Jirka vzpamatoval na poslední chvíli a probudilo se v něm skautské svědomí, když viděl nevinně nařčeného. Jen že se ale musí naučit prohrávat a že čestná prohra je lepší, než nečestná výhra. Jirka poděkuje Jestřábovi a kamarádům, že může zůstat na táboře i v oddíle.
Před odchodem do stanů ke spánku zazní „Mezinárodní skautská večerka“, oheň dohasíná a hoši jej shrabují, Černoch zatroubí večerku.
Vilík řekne Jestřábovi, že slyší „Píseň Úplňku“. Jestřáb odpoví, že on slyší usínající přírodu. Jirka vychází ze stanu a potvrzuje Vilíkovi, že i on slyší „Píseň Úplňku“ a vzpomíná na jejich prvé setkání, kdy mu Vilík nabídl přátelství. Jirka přijme jeho přátelství navždy a chtěl by si jej zasloužit. Oba si mlčky tisknou ruce.
Jestřáb řekne oběma chlapcům, že se mu zdá, že náhle porozuměl „Písni Úplňku“, kterou zpíval zálesácký chlapec Roy. A že dospělí ji už neslyší, ale slyší ji ve svátečních chvílích všichni hoši a děvčata, jejichž srdce je čisté a dobré. Jestřáb se rozhlédne po obloze a říká: „Zdá se, že zítra bude krásný den.“ Na závěr zní několik akordů „Písně Úplňku“.

## Obsazení
| Karel Pech                              | Jestřáb, vedoucí junáckého oddílu                    |
| Jaroslav Kumpán – Iškuda                | Iškuda, vedoucí skaut Žluté služby                   |
| Lexa Cimler – Hrášek                    | Macek, druhý skaut Žluté služby                      |
| Valentin Suchoručko-Choslovský – Smíšek | Smítko, třetí skaut Žluté služby                     |
| Václav Brožka – Venda B.                | Olda, čtvrtý skaut Žluté služby                      |
| Ludvík Böhm – Užovka                    | Užovka, vedoucí skaut Modré služby                   |
| Gustav Ráž – Stopek                     | Odym, druhý skaut Modré služby                       |
| Eduard Štěpnička – Fatty                | Sněhurka, třetí skaut Modré služby                   |
| Karel Richter – Karlík                  | Tomy, zvaný Jednooká bída, čtvrtý skaut Modré služby |
| Jarmil Burghauser – Jumbo               | Jindra, vedoucí skaut Zelené služby                  |
| Miloslav Štolba – Sněhura               | Stopek, druhý skaut Zelené služby                    |
| Ludvík Šváb – Šídlo                     | Šídlo, třetí skaut Zelené služby                     |
| Jiří Haškovec                           | Vilík, čtvrtý skaut Zelené služby                    |
| Jaromír Průša – Míša                    | Jirka, vedoucí skaut Červené služby                  |
| Václav Černý – Černoch                  | Černoch, druhý skaut Červené služby                  |
| Vladimír Novotný – Valda                | Valda, třetí skaut Červené služby                    |
| Jan Gebauer – Jang                      | Jára, čtvrtý skaut Červené služby                    |

## Vznik, uvádění a vydávání

### Vznik hry
V červnu 1939 oslovila režisérka a ředitelka Míla Mellanová ústředí Junáka se žádostí o divadelní hru ze skautského prostředí pro své Pražské dětské divadlo. Vedení organizace jí doporučilo spisovatele Jaroslava Foglara, vedoucího 2. pražského oddílu. Ten na její výzvu odpověděl kladně, ačkoliv neměl se psaním divadelních her pro profesionální scénu žádné zkušenosti. Navíc byl vytížen přípravou červencového tábora pro svůj oddíl, dokončováním románu Chata v Jezerní kotlině a dalšími činnostmi souvisejícími s jeho redaktorskou prací v časopisu Mladý hlasatel. Během letního tábora (Tábor ohňů ve Sluneční zátoce) si pro hru zapisoval poznámky, neboť věděl, že bude vycházet ze zážitků a zkušeností se svým oddílem. Hru koncipoval jako propagaci skautingu s humornými výstupy, která měla za úkol lákat mládež do skautských řad a zároveň zjednodušeně ukázat rodičům dětí, jaká činnost ve skautském oddíle probíhá.
Pracovní název Ve stopách hochů od Bobří řeky Foglar postupně upravil na Tábor ve Sluneční zátoce – Ve stopách Hochů od Bobří řeky. Po návratu z tábora do Prahy nejprve na svém oblíbeném místě, v zákoutí v ulici Na Kleovce, dokončil Chatu v Jezerní kotlině a následně vypracoval několikastránkový námět pro chystanou hru. Svému oddílu ji prezentoval již na zahajovací schůzce počátkem září. Členové Dvojky se podíleli na návrzích kulis a poskytli i vlastní vybavení (bedny, nádobí, dřevěný totem s lebkou a parohy z tábora v roce 1938). Foglar napsal hru během září a října 1939, s úpravami mu pomáhala Míla Mellanová. Ta se ujala i režie, naopak pomocného režiséra jí dělal Miloslav Novák – Ráček z Foglarovy Dvojky. Hlavními představiteli se stali sami chlapci z oddílu, kteří ve hře ztvárňovali většinou sami sebe nebo své oddílové kamarády. Jediná dospělá role vedoucího Jestřába připadla Karlu Pechovi, profesionálnímu herci Pražského dětského divadla a bývalému členovi 45. pražského skautského oddílu. Mladý herec téhož divadla Karel Richter ztvárnil jednoho ze skautů, stejně jako malý Lexa Cimler, který v divadle Mellanové rovněž dříve působil.
První zkouška proběhla 29. října 1939, dále se zkoušelo každou neděli v klubovně oddílu a později ve zkušebním sále Divadla na Vinohradech. O Vánocích proběhla dekorační zkouška a 4. a 5. ledna 1940 byly uspořádány dvě generální zkoušky již na scéně Městského komorního divadla v Hybernské ulici v Praze. Tam také proběhla 10. ledna 1940 premiéra, kterou proslovem uvedl Jaroslav Novák, tajemník ústředí Junáka.

### Uvádění hry
Na programu Pražského dětského divadla byla hra Tábor ve Sluneční zátoce původně do 24. února 1940. Setkala se ovšem s nečekaným úspěchem, všechna představení byla vyprodána, takže její uvádění bylo o měsíc prodlouženo. Na inscenaci chodily celé skautské oddíly a měla příznivé ohlasy i v tisku. Například kritik Jindřich Vodák hru recenzoval slovy, že „…hrají skuteční skauti, členové 2. pražského oddílu Junáka, a je s podivem, jaké napínavé, živé a unášivé představení dovedla s nimi udělat Míla Mellanová. … Kdyby tohle dospělí tak uměli! A v té rychlosti se neztratí jediné slůvko, jediný vtip, hoši umějí žertovat, jako by o tom nevěděli, se vzezřením neochvějných komiků, a umějí také hrdě se postavit k žalobě, k obraně, k vyznání, v pevných hlasných větách, s ráznými sebevědomými přízvuky. … Má-li skautská výchova ve všem ty výsledky, lze si od ní jen mnoho slibovat!“ Od 10. ledna do 27. března 1940 byl Tábor ve Sluneční zátoce na prknech Městského komorního divadla odehrán celkem 15krát, soubor navíc v tomto mezidobí dvakrát pohostinsky vystoupil v Tylově divadle v pražských Nuslích a jednou v Městském divadle v Kladně.
Zájem o hru projevilo i množství dalších skautských oddílů z Čech a Moravy, které si psaly Foglarovi o rukopis. Spisovatel se proto rozhodl ji vydat ještě na jaře 1940 tiskem. Od dubna do června 1940 se uskutečňovaly v různých českých a moravských městech místní inscenace Tábora ve Sluneční zátoce, které nastudovali tamní skauti. Foglar nechtěl za tato představení autorský honorář, žádal pouze o zaslání plakátu nebo programu. Po prázdninové přestávce byla 7. září 1940 na rozhlasové stanici Praha vysílána dramatizace hry. V roli Jestřába se představil opět Karel Pech, z Dvojky se zúčastnili Stopek, Iškuda, Míša, Černoch, Smítko, Odym, Jang, Užovka a Sněhura, režii měl Ctibor Sonevend. Pro rozhlasové uvedení Tábora ve Sluneční zátoce složil Jarmil Burghauser, člen Dvojky, píseň „Buď s Bohem naše zátoko“. K dalším představením již nedošlo, neboť situace v Protektorátu Čechy a Morava se zhoršovala. V létě 1940 byly rozehnány skautské tábory (včetně tábora Foglarovy Dvojky) a v říjnu toho roku byl skauting zakázán.
Teprve po skončení druhé světové války navázala aktivita skautských oddílů na rok 1940, včetně inscenací Tábora ve Sluneční zátoce. Představení probíhala v různých městech od března 1946 do června 1948, kdy začala být skautská činnost po komunistickém převratu v únoru toho roku opět omezována. Jednou ze skupin byly i členky 11. dívčího oddílu z Ostravy, jež v dubnu 1948 upravenou hru sehrály.

### Vydávání hry
Poprvé vyšla hra tiskem na jaře 1940, druhého vydání se s drobnými úpravami dočkala po druhé světové válce a potřetí byla publikována časopisecky jako trojčíslo Zpravodaje Sdružení přátel Jaroslava Foglara roku 1993. V roce 2007 se hra stala základem závěrečného 27. svazku edice Sebrané spisy Jaroslava Foglara, který vyšel ke 100. výročí autorova narození.
Přehled vydání v češtině:
- 1940 – 1. vydání, nakladatelství Jan Kobes nákladem Junácké edice
- 1947 – 2. vydání, nakladatelství Klen
- 1993 – 3. vydání, nakladatelství Delfín, součást Zpravodaje Sdružení přátel Jaroslava Foglara (trojčíslo 6–8/1993)
- 2007 – vydání v souborné publikaci Tábor ve Sluneční zátoce, nakladatelství Olympia, ilustrace Jiří Petráček, ISBN 978-80-7376-020-5 (edice Sebrané spisy, sv. 27)

Souborná kniha z roku 2007 obsahuje kromě hry Tábor ve Sluneční zátoce také následující části:
- Šedesát Jestřábových táborů s popisem všech letních táborů, které Foglar (skautskou přezdívkou Jestřáb) vedl v letech 1925–1985. Přehled poprvé vyšel v roce 1959 v podobě oddílové příručky Dvojky Naše tábory, v letech 1969–1970 vycházel na pokračování ve Zpravodaji Klubu přátel Jaroslava Foglara. Roku 1971 ho Foglar aktualizoval a znovu vydal v podobě oddílové příručky. Tábory od roku 1972 a vývoj do roku 1999 zpracoval Jaroslav Šrédl-Větřík (vydáno jako oddílová příručka v roce 1999).[4][7]
- Tábornická moudrost s podtitulem aneb Tábor – podnik pro celé muže! je oddílová příručka z přelomu let 1952 a 1953, kterou Foglar napsal pro členy oddílu. Obsahuje rady ohledně tábora pro nové i starší členy. Ve zkrácené a upravené podobě vyšla jako příloha čtyř vydání románu Záhada hlavolamu v nakladatelství Blok v letech 1968–1970.[4][8]